# Kazimir Hnatow
Kazimir Hnatow (Crusnes, 1929. november 9. – Vouillé, 2010. december 16.) francia válogatott labdarúgó, edző.

## Sikerei, díjai
- Franciaország
  - Labdarúgó-világbajnokság bronzérmese: 1958